# Monument Corbett
Le monument Corbett est un cénotaphe de l'île de La Réunion, département d'outre-mer français dans le sud-ouest de l'océan Indien. Dédié au Britannique Robert Corbet, il est situé près de la marine de Sainte-Rose, à  Sainte-Rose, commune de l'est de l'île. Il est inscrit au titre des Monuments historiques depuis le 8 décembre 1988,.